# Swietłana Wasilewska
Swietłana Wasiljewna Wasilewska (ros. Светлана ВасильевнаВасилевская, ur. 26 kwietnia 1971 w Swierdłowsku) – rosyjska siatkarka, reprezentantka Związku Radzieckiego, Wspólnoty Niepodległych Państw i Rosji, medalistka letnich igrzysk olimpijskich, mistrzostw świata, pucharu świata i mistrzostw Europy.

## Życiorys
Wasilewska grała w reprezentacji Związku Radzieckiego i Wspólnoty Niepodległych Państw w latach 1989-1992. W tym czasie zdobyła medale srebrny i brązowy pucharu świata w 1989 i 1991, mistrzostwo świata 1990 w Chinach i mistrzostwo Europy 1991 we Włoszech. Była członkinią wspólnej reprezentacji na Letnich Igrzyskach Olimpijskich 1992 w Barcelonie. Zespół WNP zdobył wówczas srebro po przegranym finale z reprezentacją Kuby. Grała jeszcze w reprezentacji Rosji w 1995.
Była związana z klubem Urałoczka Jekaterynburg, z którym zdobyła mistrzostwo ZSRR w 1991, a w superlidze rosyjskiej tryumfowała w 1992, 1993 i 1994 oraz zajęła drugie miejsce w 1995. W latach 1996–1998 była zawodniczką słoweńskiego klubu Nova Branik Maribor, z którym w 1998 zdobyła mistrzostwo kraju. Następnie była zawodniczką hiszpańskiego Universidad de Burgos (do 2000) i tureckiego İller Bankası. Karierę sportową zakończyła w 2003.
Za osiągnięcia sportowe przyznano jej tytuł Mistrz Sportu ZSRR klasy międzynarodowej.